# Smólnik (gromada 1972)
Smólnik (do 31 XII 1971 Wistka Królewska) – dawna gromada, czyli najmniejsza jednostka podziału terytorialnego Polskiej Rzeczypospolitej Ludowej w latach 1954–1972.
Gromady, z gromadzkimi radami narodowymi (GRN) jako organami władzy najniższego stopnia na wsi, funkcjonowały od reformy reorganizującej administrację wiejską przeprowadzonej jesienią 1954 do momentu ich zniesienia z dniem 1 stycznia 1973, tym samym wypierając organizację gminną w latach 1954–1972.
Gromadę Wąpielsk z siedzibą GRN w Smólniku utworzono 1 stycznia 1972 w powiecie włocławskim w woj. bydgoskim w związku z przeniesieniem siedziby GRN gromady Wistka Królewska z Wistki Królewskiej do Smólnika i przemianowaniem jednostki na gromada Smólnik.
Gromada przetrwała do końca 1972 roku (dokładnie jeden rok), czyli do kolejnej reformy gminnej.
Uwaga: Gromada Smólnik (o innym składzie) istniała także w latach 1954–1961.